# Nagyút (stacja kolejowa)
Nagyút (węg: Nagyút vasútállomás) – stacja kolejowa w Nagyút przy Kossuth Lajos utca, na Węgrzech.
Ze stacji w kierunku północnym prowadzi tor serwisowy (bocznica) do elektrowni Mátra w Visonta.

## Linie kolejowe
- Linia kolejowa 80 Budapest – Hatvan - Miskolc - Sátoraljaújhely

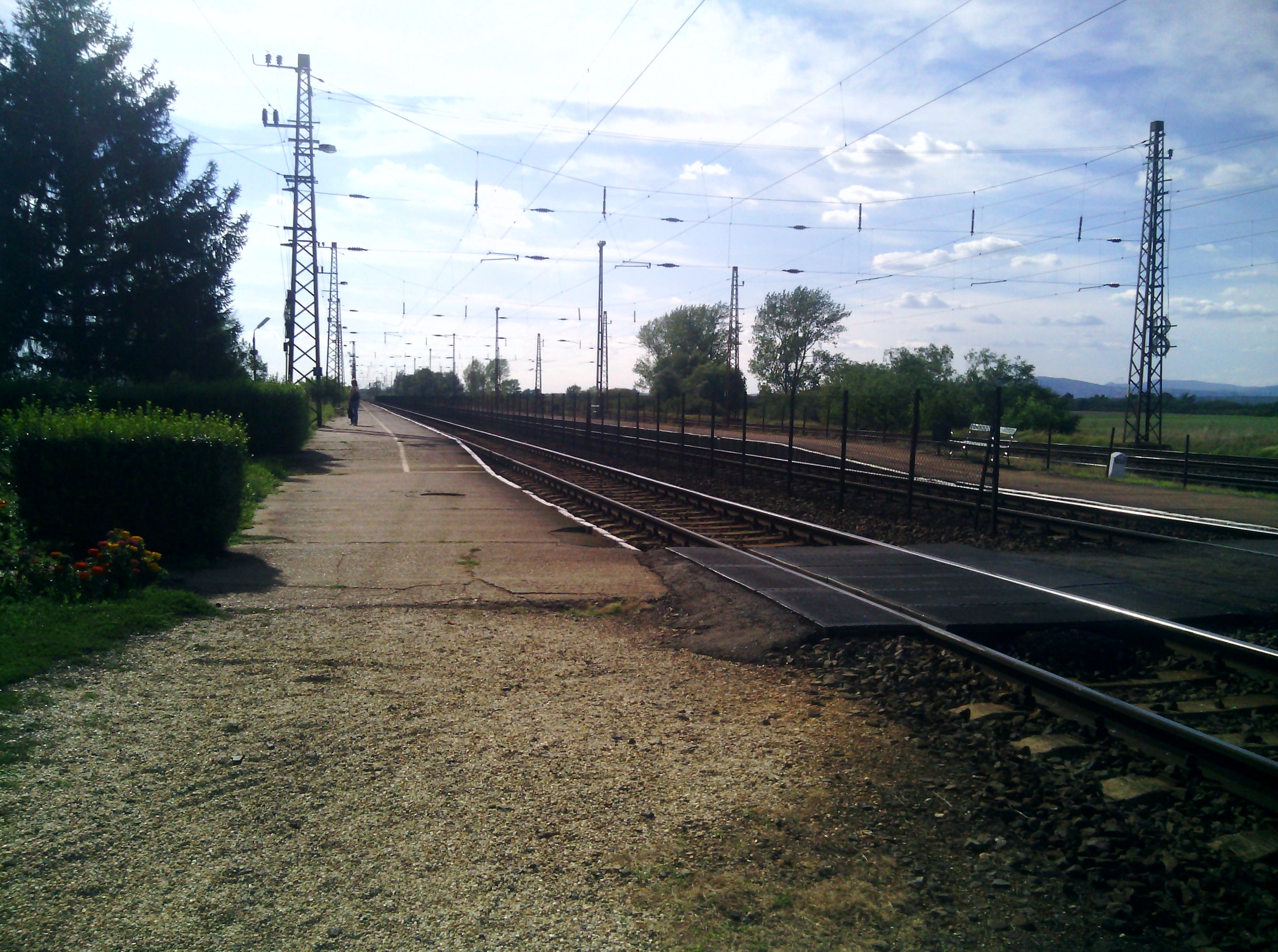
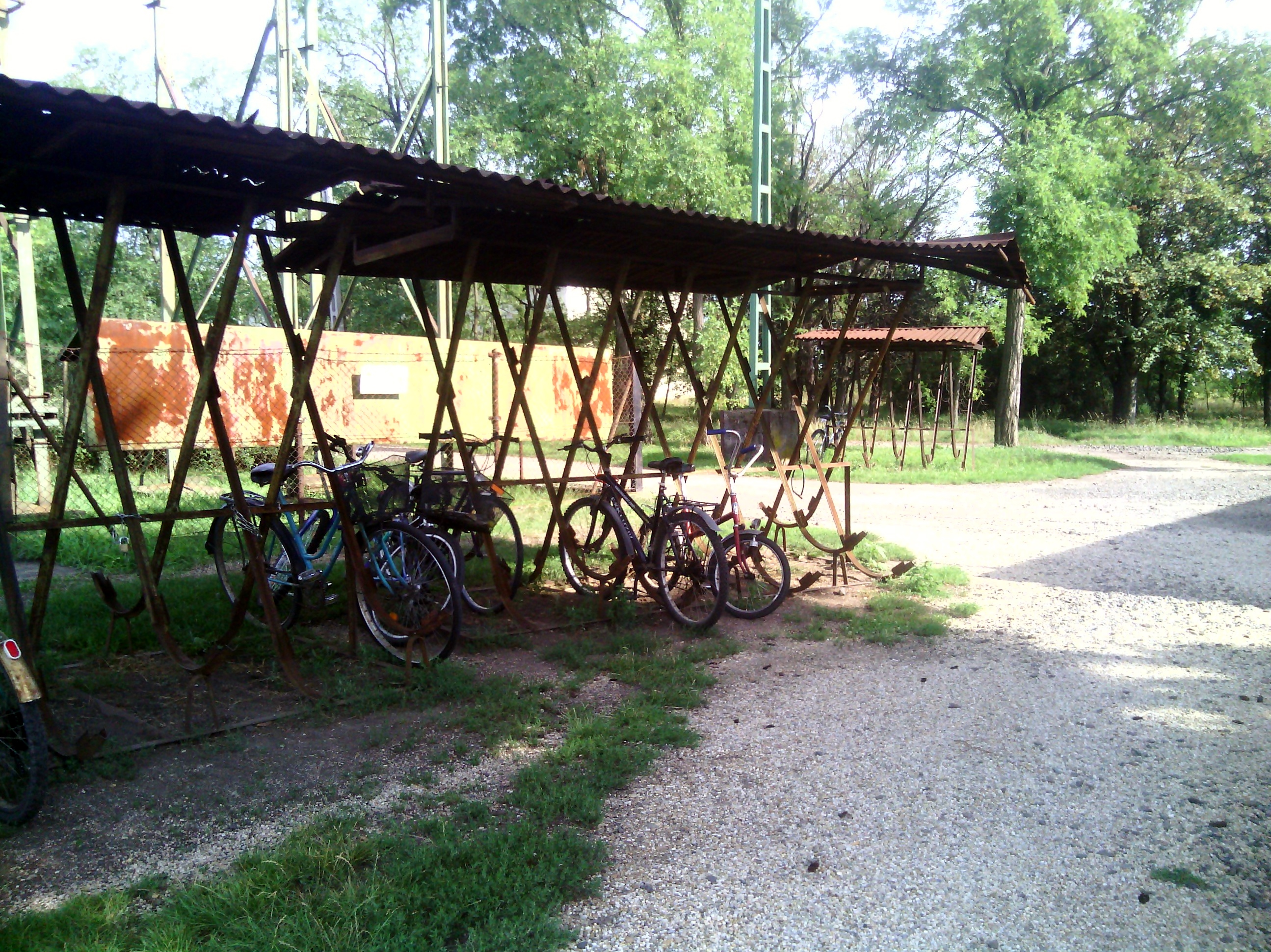

| Nagyút                                                                       |  |                                 |
| Linia kolejowa 80 Budapest – Hatvan - Miskolc - Sátoraljaújhely (106,000 km) |  |                                 |
| Ludasodległość: 5,000 km                                                     |  | Kál-Kápolna odległość: 7,000 km |